# Левітін Юрій Абрамович
Левітін Юрій Абрамович (28 грудня 1912 — 2 серпня 1993) — радянський російський композитор. Лауреат Державної премії СРСР (1952). Заслужений діяч мистецтв РРФСР (20.07.1965). Народний артист РРФСР (1980). 

## Життєпис
Народився 28 грудня 1912 в Полтаві. Закінчив Ленінградську консерваторію (1935). У 1937 році — аспірантуру по класу фортепіано. У 1942 році закінчив консерваторію по класу композиції у Д.Д. Шостаковича).
Працював піаністом у Ленінградській державній естраді та ЛДАФ (1931—1941). Завідував музичною частиною Театру естради у Ташкенті (1941—1942). 
З 1942 року жив та працював у Москві.
Автор симфонічної музики, опер, ораторій, творів для естрадного оркестру, музики для мультфільмів і фільмів (зокрема до українських фільмів: «Серце не прощає» (1961), «Самотність» (1964), «Один шанс із тисячі» (1968).
Помер 26 липня 1993 року. Похований на Введенському цвинтарі.

## Фільмографія
- «Квітка-семибарвиця» (1948, мультфільм)
- «Містер Уолк» (1949, мультфільм)
- «Лев і заєць» (1949, мультфільм)
- «Олень та Вовк» (1950, мультфільм)
- «Хто перший?» (1950, мультфільм)
- «Казка про рибалку і рибку» (1950, мультфільм)
- «Каштанка» (1952, мультфільм)
- «Арена сміливих» (1953)
- «Політ на Місяць» (1953, мультфільм)
- «Мийдодір» (1954, мультфільм)
- «Повість про лісового велетня» (1954)
- «Царівна-жаба» (1954, мультфільм)
- «Син» (1955)
- «Хоробрий заєць» (1955, мультфільм)
- «Дівчинка в джунглях» (1956, мультфільм)
- «Пригоди Мурзилки» (вип. 1) (1956, мультфільм)
- «Легенда про крижане серце» (1957)
- «Краса ненаглядна» (1958, мультфільм)
- «Тихий Дон (фільм, 1958)» (1958)
- «Кочубей» (1958)
- «Сказ про Чапаєва» (1958, мультфільм)
- «Пора тайгового проліска» (1958)
- «Три оповідання Чехова» (1959)
- «Повернувся служивий додому» (1959, мультфільм)
- «Легенда про заповіт мавра» (1959, мультфільм)
- «Все починається з дороги» (1959)
- «Снігова казка» (1959)
- «Піднята цілина» (1959—1961)
- «Сліпий музикант» (1960)
- «Залізні друзі» (1960, мультфільм)
- «Старий Перекоти-поле» (1960, мультфільм)
- «Серце не прощає» (1961)
- «Хто найсильніший?» (1961, мультфільм)
- «Мішка, Серьога і я» (1961)
- «Наш спільний друг» (1961)
- «Перевал» (1961)
- «Шістнадцята весна» (1962)
- «Зелений змій» (1962, мультфільм)
- «Колеги» (1962)
- «Якщо позве товариш» (1962)
- «Непрошена любов» (1964)
- «Кіт-риболов» (1964, мультфільм)
- «Справа №...» (1964, мультфільм)
- «Вдвічі більше» («Фітіль» N 27) / (1964, мультфільм)
- «Самотність» (1964, Одеська кіностудія)
- «Чисті ставки» (1965)
- «Добриня Микитович» (1965, мультфільм)
- «Ви купили парасольку?» (1965, мультфільм)
- «Людина, яку я кохаю» (1966)
- «Душка» (1966)
- «12 могил Ходжи Насреддіна» (1966)
- «Морські розповіді» (1967)
- «Операція «Трест»» (1967)
- «Угрюм-ріка» (1968)
- «Журавушка» (1968)
- «Один шанс із тисячі» (1968, Одеська кіностудія)
- «Ми шукаємо ляпку» (1969, мультфільм)
- «Випадок з Полиніним» (1970)
- «Розплата» (1970)
- «Визволення» (1972)
- «Приваловські мільйони» (1972)
- «Свеаборг» (1972)
- «Людина на своєму місці» (1972)
- «З веселощами й відвагою» (1973)
- «Призначаєшся онукою» (1975)
- «Таке коротке довге життя» (1975)
- «Жити по-своєму» (1976)
- «Солдати свободи» (1977)
- «Смак хліба» (1979)
- «Дим Вітчизни» (1980)
- «Демідови» (1983)
- «Продовжись, продовжись, чарівністе…» (1984)
- «Сталінград» (1989)
- «Ангели смерті» (1993, Росія—Сирія)
- «Трагедія століття» (1993, Росія—Сирія)
- «Великий полководець Георгій Жуков» (1995, Росія—Сирія)